# Рокітниця (Зґерський повіт)
Рокітниця (пол. Rokitnica) — село в Польщі, у гміні Стрикув Зґерського повіту Лодзинського воєводства.
Населення — 238 осіб (2011).
У 1975-1998 роках село належало до Лодзинського воєводства.

## Демографія
Демографічна структура станом на 31 березня 2011 року:
|          | Загалом | Допрацездатний вік | Працездатний вік | Постпрацездатний вік |
| -------- | ------- | ------------------ | ---------------- | -------------------- |
| Чоловіки | 112     | 20                 | 76               | 16                   |
| Жінки    | 126     | 21                 | 67               | 38                   |
| Разом    | 238     | 41                 | 143              | 54                   |